# Death Wish II
Death Wish II är en thriller/actionfilm från 1982, regisserad av Michael Winner. Charles Bronson spelar karaktären Paul Kersey som flyttar till Los Angeles med sin dotter. När dottern mördas tar Kersey lagen i egna händer och jagar förövarna. Filmmusiken komponerades av Jimmy Page.

## Rollista (urval)
- Charles Bronson - Paul Kersey
- Jill Ireland - Geri Nichols
- Vincent Gardenia - Det. Frank Ochoa
- J.D. Cannon - Distriktsåklagare
- Anthony Franciosa - L.A. Police Commissioner
- Laurence Fishburne - Cutter
- Charles Cyphers - Ronald Kay